# Gundermann (Film)
Gundermann ist ein biografischer Film und zugleich ein Musikfilm von Andreas Dresen aus dem Jahr 2018 über den Liedermacher Gerhard Gundermann. Laila Stieler verfasste das Drehbuch und Alexander Scheer spielte die Hauptrolle. Der Film kam am 23. August 2018 in die deutschen Kinos. Beim Deutschen Filmpreis 2019 war Gundermann mit sechs Auszeichnungen (darunter Bester Spielfilm, Beste Regie und Bester Hauptdarsteller) der erfolgreichste Wettbewerbsbeitrag.

## Handlung
Der Film zeigt, beginnend im Jahr 1992, ausgewählte Episoden aus dem Leben des Liedermachers und Baggerfahrers, unter anderem das Bekanntwerden von Gundermanns Tätigkeit als Inoffizieller Mitarbeiter (IM) der Staatssicherheit. Davon ausgehend wird in Rückblenden gezeigt, wie er in der DDR politisch mitwirkte und wie er mit seiner Frau Conny zusammenfand. Er gewinnt Inspiration für seine Songs, während er im Führerhäuschen eines Schaufelradbaggers sitzt und Braunkohle im Tagebau Spreetal nahe der Stadt Hoyerswerda abbaut. Sein Vater brach den Kontakt zu ihm ab, weil er seinen Sohn für die eigenen Verfehlungen verantwortlich machte. Spontane sprachliche Texteinfälle für Lieder zeichnet er mit einem analogen Diktiergerät auf.
Sein Leben und seine Umwelt sind geprägt von Widersprüchen. Seine Arbeit reißt die Erde auf, gleichzeitig beschreibt und besingt er die Schönheiten der Natur. Als überzeugter Kommunist stößt er mit seiner Direktheit und Eigenwilligkeit an Grenzen des vorherrschenden Konformismus, wird folgerichtig aus der SED ausgeschlossen. Durch seine Tätigkeit für die Staatssicherheit hofft er, Verbesserungen im Arbeitsschutz und bei den Arbeitsbedingungen erreichen zu können, und merkt erst nach der Wende, wie sehr er damit anderen Menschen hätte schaden können. Er erfährt zugleich, dass auch er selbst von Freunden und Bekannten für die Staatssicherheit bespitzelt wurde; die dazugehörigen Opferakten der Gauck-Behörde sind nicht auffindbar. Gegenüber einer Journalistin weigert er sich, sich in der üblichen Art formelhaft bei den von ihm Bespitzelten zu entschuldigen. Er sagt, er könne es vor allem sich selbst nicht verzeihen, nachdem er seine „Täterakte“ vollständig gelesen habe. Stattdessen geht er in etlichen Fällen von sich aus mit dem Bekenntnis, ehedem IM gewesen zu sein, auf seine Kollegen und Bandmitglieder zu.   
Als Gundermann selbst Vater geworden ist und es seiner Frau schwerfällt zu akzeptieren, dass er weiterhin so viel Zeit in seine Musik und die Tourneen hineinsteckt, gelobt er Besserung. Schlussendlich versöhnt er sich nach seinem „Stasigeständnis“ mit seiner Band und dem Publikum.

## Produktion

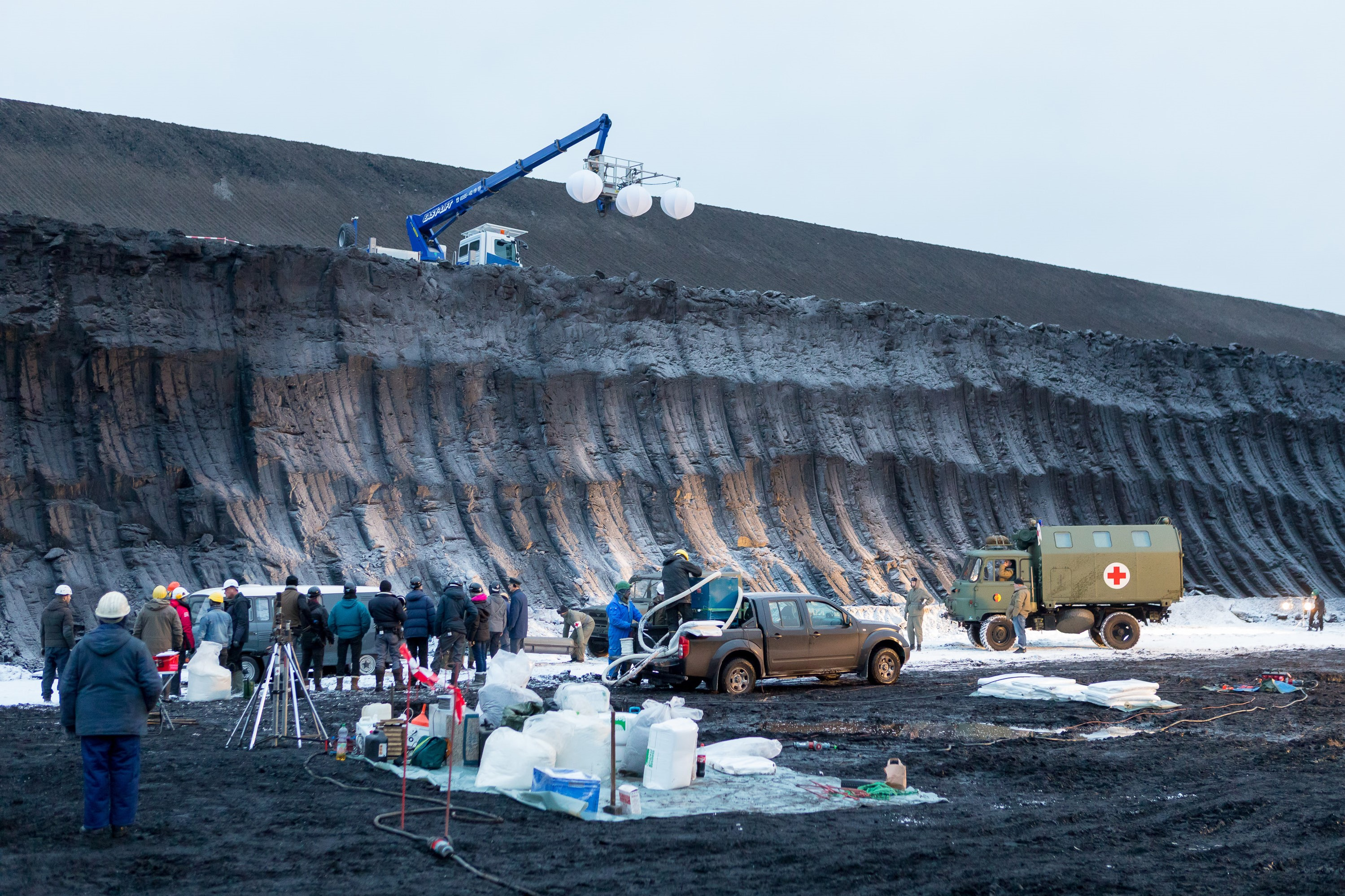
Gundermann-Dreharbeiten im Tagebau Nochten

Laila Stieler begann 2006 mit der Arbeit und Vorbereitung am Drehbuch für den Film. An der Entstehung des Films wirkte Conny Gundermann mit, die Witwe des Liedermachers. Die Musik – 15 Titel produziert von Jens Quandt – wird von der Band von Gisbert zu Knyphausen, bestehend aus Gunnar Ennen (Gitarren, Tasteninstrumente), Jens Fricke (Gitarren), Frenzy Suhr (Bass), Sebastian Deufel (Schlagzeug, Flügel) sowie als Gast der Saxofonist Andreas Wieczorek (aus der Originalbesetzung von Die Seilschaft) gespielt und vom Hauptdarsteller Alexander Scheer gesungen.
Drehorte waren unter anderem der Tagebau Nochten und dessen Tagesanlagen in Mühlrose im Lausitzer Braunkohlerevier, knapp 20 Kilometer östlich von Gundermanns früherem Arbeitsplatz. Einige Szenen entstanden in Gelsenkirchen-Hassel.

## Rezeption
„Biografischer Film […], der in seiner filmisch-musikalischen Form die charakterliche Komplexität des Künstlers ebenso vermittelt wie die Widersprüchlichkeit des Lebens in der DDR. Die achronologische, mitunter auch assoziative Dramaturgie will über den eigensinnigen Freigeist nicht urteilen, sondern sich von seiner inneren Zerrissenheit berühren lassen. Eine […] in der Hauptrolle kongenial interpretierte Annäherung an einen vielschichtigen Menschen in einem untergegangenen Land.“

„Andreas Dresens Film ‚Gundermann‘ stellt den Rockpoeten auf keinen Sockel, sondern setzt ihn seiner Vergangenheit aus. Der einfühlsame Film beschönigt nichts, arbeitet aber sehr genau und differenziert heraus, wie Haltungen entstehen. Ein kluger, aufrichtiger und bewegender Musikfilm über ein gelebtes Leben mit all seinen Idealen, Verstrickungen, Enttäuschungen. Es ist Zeit für solche Filme über die DDR.“

## Auszeichnungen
- 2018: Gilde-Filmpreis – Bester Film (national)[13]
- 2018: Günter-Rohrbach-Filmpreis – Darstellerpreis für Alexander Scheer[14]
- 2018: Bayerischer Filmpreis für Alexander Scheer als bester Hauptdarsteller[15]
- 2019: Deutscher Filmpreis 2019 in sechs Kategorien: Bester Spielfilm, Beste Regie (Andreas Dresen), Bestes Drehbuch (Laila Stieler), Bester Hauptdarsteller (Alexander Scheer), Bestes Szenenbild (Susanne Hopf), Bestes Kostümbild (Sabine Greunig). Weitere Nominierungen für Beste weibliche Nebenrolle (Eva Weißenborn), Beste Kamera/Bildgestaltung (Andreas Höfer), Bester Schnitt (Jörg Hauschild), Bestes Maskenbild (Grit Kosse, Uta Spikermann).
- 2019: Deutscher Schauspielpreis 2019 – Auszeichnung in der Kategorie Schauspielerin in einer Nebenrolle (Eva Weißenborn)[16]

## CD und Literatur
Die im Film von Alexander Scheer gesungenen Lieder sind mit zwei Bonustracks (Männer und Frauen sowie Hochzeitslied) bei Buschfunk auf einer CD mit dem Titel Gundermann – die Musik zum Film erschienen.
Zum Film wurde im Ch. Links Verlag das von Andreas Leusink herausgegebene Buch Gundermann – Von jedem Tag will ich was haben, was ich nicht vergesse... veröffentlicht (ISBN 978-3-96289-011-7). Es enthält Briefe, Dokumente, Interviews und Erinnerungen von bzw. mit Mitwirkenden des Films und Weggefährten Gundermanns sowie Szenenfotos zum Film.
In der Reihe Poesiealbum erschien schon vor der Filmpremiere das Heft 338 Gerhard Gundermann mit den Liedtexten und Gedichten Gundermanns, das aufgrund der Nennung im Abspann und angepasst dem Spielfilminhalt später erweitert wurde.
- Andreas Kötzing: Gundermann als Versöhnungsfilm. Oder: Wer einen Igel rettet, kann kein schlechter Mensch sein. In: WerkstattGeschichte (2020), Heft 82, S. 129–141 (pdf).
- Olaf Sanders: Über Gundermann-Filme und Ost-West-Verwerfungen. In: Kathrin Dreckmann, Carsten Heinze, Dagmar Hofmann und Dirk Matejovski (Hrsg.): Jugend, Musik und Film. De Gruyter / Düsseldorf University Press, Düsseldorf 2022, ISBN 978-3-11-073060-9, S. 267–288, doi:10.1515/9783110730609-014.